# WWE SmackDown! Shut Your Mouth
 (octobre 2019).
Si vous disposez d'ouvrages ou d'articles de référence ou si vous connaissez des sites web de qualité traitant du thème abordé ici, merci de compléter l'article en donnant les références utiles à sa vérifiabilité et en les liant à la section « Notes et références ».
WWE SmackDown! Shut Your Mouth (intitulé Exciting Pro Wrestling 4 au Japon) est un jeu vidéo de catch professionnel commercialisé sur console PlayStation 2 par THQ et développé par Yuke's. Ce jeu vidéo, partie intégrante de la série WWE Smackdown! vs. Raw, est précédé par WWF SmackDown! Just Bring It et est remplacé par WWE SmackDown! Here Comes the Pain.

## Système de jeu
C'est le premier jeu de la série à inclure les commentaires de Jim Ross et de Jerry Lawler pour RAW.
C'est le premier jeu de la série à avoir la Brand Extension avec WWE SmackDown de Vince McMahon et Raw de Ric Flair. Le joueur « travaille » uniquement pour le show qui l'a drafté. Si la superstar choisie a été créée, alors le joueur commence à Sunday Night Heat. Le mode saison met en scène beaucoup d'angle avec la nWo de Hulk Hogan, Kevin Nash et X-Pac qui remplacé Scott Hall. Les championnats ne peuvent être défendus qu'en mode saison, comme Undisputed, Intercontinental, European, Tag Team, Cruiserweight, Intercontinental et Hardcore. L'arène de Smackdown! est celle du Madison Square Garden, bien que Jim Ross annonces une ville différente au début de chaque évènement, l'extérieur reste le même. Le jeu expose de nombreuses arènes qui ont été exposées durant les émissions datant de 2001 et 2002. Il y a également une arène basée sur chaque émission de la WWE.

## Développement
Les modèles de catcheurs ont grandement été améliorés et exposent désormais des visages réalistes. Des entrées animées sont également exposées avec leur vidéo d'entrée respective montrée sur le TitanTron.

## Personnages
WWE SmackDown! Shut Your Mouth est le premier jeu vidéo à exposer les catcheurs des deux branches, Raw et SmackDown!. Dans ce jeu, tous les catcheurs, incluant les champions sont draftés dans les deux branches, sauf pour le WWE Undisputed Champion. Scott Hall apparaît originellement en tant que membre de la nWo. Cependant, à la suite d'une commercialisation tardive, celui-ci a été supprimé du jeu, comme pour Shawn Michaels apparaît en tant que personnage jouable dans Exibition mode et peut également être utilisé comme arbitre spécial en tant que PNJ dans le Season Mode. Vince McMahon, Ric Flair et Stephanie McMahon sont non-jouables mais peuvent être impliqué dans quelques types de matchs. Ce jeu marque la première apparition de Randy Orton en tant que personnage jouable. Jeff Hardy apparaît pour la toute dernière fois dans ce jeu jusqu'au prochain jeu vidéo de la World Wrestling Entertainment, WWE SmackDown vs. Raw 2008, soit commercialisé cinq années plus tard en novembre 2007.